# 高橋京子
高橋 京子（たかはし けいこ、1984年6月12日 - ）は、日本のファッションモデル、女優。ネイムマネジメント所属。
秋田県秋田市出身。成蹊大学卒業。

## 来歴・人物
- エリートモデルルックで2001ファイナリストに残り、モデルデビュー。
- ドラマ「だめんず・うぉ〜か〜」で女優デビュー。
- 2010年、転倒し、右足を骨折して入院する。3月22日に自身のブログで打ち明ける。[1]
- 2010年6月12日、26歳の誕生日に、学生時代からの付き合いである1つ年上の男性と結婚する[2]。2012年1月9日に男児（第一子）を[3]、2015年2月10日に女児（第二子）を出産している[4]。
- しまじろうコンサートの歌のお姉さんとして活動する歌手・辰田晴美（たつた はるみ）は小学校時代からの親友[5]。また、同じ事務所の野口珠実とも仲が良い[6]。

## 主な出演

### CM
- 東芝 V301T ボーダフォン（2004年）
- えひめ飲料　ポンジュース『美しさのわけ篇』（2004年）
- マクドナルド　ベジマックナゲット『ベジマックナゲット篇』（2007年）
- マクドナルド　ジューシーチキン赤とうがらし 『いざ篇』（2008年）

### ドラマ
- だめんず・うぉ〜か〜（2006年、テレビ朝日）
- 福岡恋愛白書・9（九州朝日放送）

### テレビ
レギュラー出演
- レコ☆HITS!（2009年1月〜2009年7月、日本テレビ）

単発出演
- easy sports（2009年6月29日〜2009年7月3日、テレビ朝日）

### PV
- ケツメイシ『聖なる夜に』（聖なる夜に/冬物語）

### 雑誌
- an・an
- with